# Ruby Lin

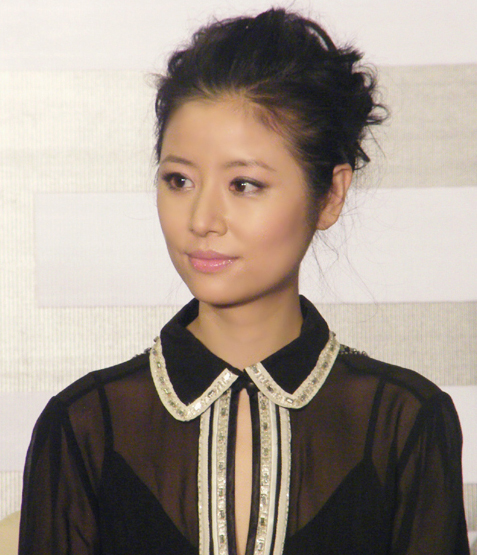
Ruby Lin

Ruby Lin (chinesisch 林心如, Pinyin Lín Xīnrú; * 27. Januar 1976 in Taipeh) ist eine taiwanische Schauspielerin und Popsängerin.
Lin hatte ihr Debüt in einem TV-Spot in Taiwan. Ihren Durchbruch hatte sie mit der Hauptrolle in Princess Pearl und dessen Nachfolger Princess Pearl 2. Im Jahr 1999 begann sie ihre Karriere als Sängerin mit der ersten EP.

## Leben
Lin wuchs auf in Taipeh. Ihr Vater war Geschäftsmann und ihre Mutter ist Hausfrau. Sie ist die älteste Tochter und hat zwei jüngere Brüder. Nach der Scheidung ihrer Eltern, als sie sieben Jahre alt war, lebte sie mit ihrer Mutter zusammen. Ihre Mutter brachte sie seit ihrer Kindheit jedes Jahr zu Verwandten in Japan zu Besuch. Lin machte ihren Abschluss an der Ri Xin Primary School und der Zhong Dian High School. Ursprünglich plante sie, nach Großbritannien zu gehen und dort nach ihrem High-School-Abschluss zu studieren. Dennoch begann die schauspielerische Karriere von Ruby Lin im Alter von 17 Jahren, als Teilzeit-Werbemodel. Ihre erste TV-Werbung war für einen Tee.
Lins Eltern mochten die Idee ihrer Tochter, in der Unterhaltungsindustrie zu arbeiten, nicht. Dennoch entschied sich Ruby Lin für eine Schauspielkarriere. Nachdem sie in der Werbung vieler Produkte aufgetreten war, waren ihre Eltern einverstanden, dass sie für eine Unterhaltungs-Management-Gesellschaft arbeitet. Nach ihrem High-School-Abschluss unterzeichnete Lin einen Vertrag mit Jessie and Jones Entertainment Ltd.

## Filmografie
- 1996: School Days
- 1997: Last Tango in Shanghai (Fernsehserie)
- 1997: Princess Pearl 1 (Fernsehserie)
- 1998: Magic Chef
- 1999: Bad Girl Trilogy
- 1999: Food Glorious Food (Fernsehserie)
- 1999: Princess Pearl 2 (Fernsehserie)
- 1999: My Wishes
- 1999: The Mirror
- 1999: A Matter of Time
- 2000: The Legend of Master Soh (Fernsehserie)
- 2000: China Strike Force
- 2000: Winner Takes All
- 2001: Comic King
- 2001: Duke of Mount Deer 2000 (Fernsehserie)
- 2001: Romance in the Rain (Fernsehserie)
- 2001: Dragon's Love
- 2002: Never Been To Me
- 2002: Wulung Prince (Fernsehserie)
- 2002: The New Adventures of Chu Liu Xiang (Fernsehserie)
- 2002: Taiji Prodigy (Fernsehserie)
- 2003: Half Life Fate (Fernsehserie)
- 2003: Boy and Girl (Fernsehserie)
- 2003: Flying Daggers (Fernsehserie)
- 2004: Life Express
- 2004: Love Trilogy
- 2004: Amor de Tarapaca (Fernsehserie)
- 2005: Kill Two Birds with One Stone
- 2005: Magic Touch of Fate (Fernsehserie)
- 2006: Paris Sonata (Fernsehserie)
- 2006: Sound of Colors (Fernsehserie)
- 2006: Star Boulevard (Fernsehserie)
- 2006: Da Li Princess (Fernsehserie)
- 2007: Ancestral Temple (Fernsehserie)
- 2008: Su DongPo (Fernsehserie)
- 2008: Evening of Roses
- 2008: The Legend and the Hero 2(Fernsehserie)
- 2009: Love in Sun Moon Lake (Fernsehserie)
- 2009: Sophie's revenge
- 2010: Three Kingdoms (Fernsehserie)
- 2010: Schemes of a Beaut (Fernsehserie)
- 2010: You deserve to be Single
- 2010: Driverless
- 2011: Fallen City
- 2011: The Glamorous Imperial Concubine (Fernsehserie)
- 2011: New Princess Pearl (Fernsehserie)
- 2012: Blood Stained Shoes
- 2012: Drama Go Go Go (Fernsehserie)
- 2012: Forgotten
- 2012: Ma Zu (Fernsehserie)
- 2013: The haunted House
- 2013: My Lucky Star
- 2013: The Patriot Yue Fei (Fernsehserie)
- 2013: Flowers in Fog (Fernsehserie)
- 2014: Sweet Alibis
- 2014: Young Sherlock (Fernsehserie)
- 2014: Mother, Mother
- 2014: The House That Never Dies
- 2014: The Way We Were (Fernsehserie)
- 2014: Exclusive Disclosure (Fernsehserie)
- 2015: The Wonderful Wedding
- 2016: Phantom of the Theatre
- 2016: Magical Space-time (Fernsehserie)
- 2016: Singing All Along(Fernsehserie)
- 2016: The Precipice Game

## Auszeichnungen und Nominierungen
Beijing Student Film Festival (1 Nominierungen)
- 2004: Favorite Actrice für Love Trilogy

Hua Ding Film Awards (2 Auszeichnungen, 2 Nominierungen)
- 2011: Beste Nebendarstellerin für Sophie's revenge
- 2012: Beste Actrice für The glamorous Imperial Concubine
- 2015: Beste Actrice
- 2016: Beste Actrice

Seoul International Drama Awards (1 Auszeichnungen)
- 2010: Favorite Actrice für Schemes of a Beauty

Shanghai International Film Festival Media Prize (1 Nominierungen)
- 2010: Beste Actrice für You deserved to be single

Top Chinese Music Chart Awards (1 Nominierungen)
- 2009: Favorite Vrouwelijke Artiest für Rubyology

Chinese Top Drama Awards (4 Auszeichnungen)
- 2006: Favorite Actrice
- 2010: Actrice with Most Rallying Power
- 2012: Beste TV-Producer
- 2015: Beste TV-Producer

Shanghai TV festival Magnolia Awards (1 Nominierungen)
- 2014: Favorite Actrice

Taiwans Golden Bell Awards (1 Nominierungen)
- 2015: Beste Actrice

Asian Television Awards (1 Nominierungen)
- 2015: Beste Actrice für The Way We Were

Golden Eagle Awards(1 Nominierungen)
- 2015: Favorite Actrice für The Patriot Yue Fei